# Arístides Bastidas
Arístides Bastidas (San Pablo, Yaracuy, Venezuela; 12 de marzo de 1924 - Caracas, 23 de septiembre de 1992) fue un periodista, educador y divulgador de la ciencia venezolano.

## Biografía
Sus padres fueron Nemesio Bastidas y Castorila Gámez. Se trasladó a Caracas con su familia en 1936, radicándose en una modesta barriada de la zona sur de la capital. Estudió hasta el primer año de bachillerato en el liceo Fermín Toro, estudios que no terminó pues el apremio económico familiar le obligó a desempeñar diversos oficios hasta 1945, cuando se inicia en el periodismo. Como sindicalista y gremialista formó parte de la resistencia contra el régimen de Marcos Pérez Jiménez (1948-1958).
De formación autodidacta, fue pionero del periodismo científico moderno en lo informativo, interpretativo y de opinión, en el género impreso y radiofónico. Desde 1968 hasta 1981 dirigió la página científica dominical del diario "El Nacional" donde desde 1971 hasta su muerte escribió la columna diaria "La Ciencia Amena". Consideró la divulgación de la ciencia como un instrumento para lograr la autodeterminación tecnológica y cultural de los países. Bastidas fundó el Círculo de Periodismo Científico de Venezuela, el 21 de abril de 1974, para albergar en su seno a periodistas y divulgadores de la ciencia y la tecnología. Fue cofundador de la Asociación Iberoamericana de Periodismo Científico de Venezuela en 1974. Fundó en "El Nacional" la cátedra libre de periodismo científico, que la impartía en su propia oficina de redacción, conocida como “La Brujoteca” donde se formaron generaciones de relevo; bajo su guía y con el concurso de Manuel Calvo Hernando, su homólogo español, organizó el I Congreso Iberoamericano de Periodismo Científico, celebrado en Caracas, en este mismo año.
Muere en Caracas, capital de Venezuela, el 23 de septiembre de 1992.

## Reconocimientos
Por su contribución al desarrollo del periodismo científico recibió el reconocimiento de los gobiernos de Venezuela y de España, y de la Organización de las Naciones Unidas para la Educación, la Ciencia y la Cultura (Unesco), la cual le otorgó el Premio Kalinga (París, 1982). La Universidad Católica Andrés Bello inauguró en 1991 la cátedra de periodismo científico que lleva su nombre.
Las personas de su tierra lo llamaban  El yaracuyano Suertudo.
El municipio Arístides Bastidas, es uno de los 14 municipios que conforman al estado Yaracuy, y a la vez tiene una de las 23 parroquias que conforman a este estado de Venezuela, y se crea en 1993 según la nueva Ley de División Política Territorial, siendo su capital la población de San Pablo.
En el libro Arístides Bastidas. Un centenario de su nacimiento escrito por Manuel Azo Piña (2024), se establece una cronología de los reconocimientos otorgados a Arístides Bastidas: 
- 1958: Premio Nacional de Periodismo.
- 1961: Premio Nacional de Periodismo. Mejor Periodista de trayectoria profesional.
- El diario el Nacional le otorgó dos premios el Enrique Otero Vizcarrondo, en 1956, y el Antonio Arráiz, en 1975.
- En 1970, Premio Latinoamericano de Periodismo Científico “John Reytemeyer”, otorgado por la Sociedad Interamericana de Prensa (SIP).
- 1975: Doctorado honoris causa por la Universidad Central de Venezuela (UCV).
- 1979: Profesor Honorario de la Universidad Simón Rodríguez.
- 1980 Premio Kalinga de la Unesco.
- 1987: Licenciado honoris causa de la Escuela de Formación de Oficiales de las Fuerzas Armadas de Cooperación (EFOFAC).
- 1992: Premio CAPIRE, Premio Internacional para un Futuro Creativo. Otorgado por la Universidad de Florencia, Italia.

## Eponimias
Según Manuel Azo Piña (2024), algunas de las eponimias con las que cuenta Arístides Bastidas son:
- El Premio Nacional de Periodismo y Comunicación Ambiental Arístides Bastidas: se otorga en la Universidad Yacambú; el objetivo de este reconocimiento anual es enaltecer la labor periodística que genera impacto en la sociedad en defensa del ambiente.
- Cátedra de Periodismo Científico Arístides Bastidas: La Universidad Católica Andrés Bello inauguró en 1991 la cátedra de periodismo científico que lleva su nombre.
- Premio Municipal de Periodismo Científico Arístides Bastidas: El municipio Libertador del Distrito Capital creó el premio municipal al Periodismo Científico que lleva su nombre.
- Instituto de Educación Especial Nacional Bolivariano Arístides Bastidas: Brinda atención educativa a estudiantes con Discapacidad Físicomotora y retardo mental ubicado en la Zona F de la parroquia 23 de Enero, en el municipio Libertador, Distrito Capital, Venezuela.
- Universidad Politécnica Territorial de Yaracuy Arístides Bastidas (UPTYAB): Con génesis en el Instituto Universitario de Tecnología del Yaracuy (IUTY) fundado en 1972 y transformado el 24 de noviembre de 2014, a través del decreto 1.224 publicado en la Gaceta 40.547, a Universidad Politécnica Territorial de Yaracuy, asignándole el nombre de Arístides Bastidas.
- Sala de Ciencia Arístides Bastidas: Inaugurada en diciembre de 2019, en la Fundación para el Desarrollo de la Ciencia y la Tecnología (Fundacite) con sede en el estado Yaracuy.
- Unidad Educativa Colegio Arístides Bastidas: Fundada en el año 1992 en la Parroquia Vista Hermosa de Ciudad Bolívar, estado Bolívar.
- Complejo Educativo Colegio Arístides Bastidas: Fundado el 16 de septiembre de 1993 en San Felipe, estado Yaracuy.
- Urbanización Arístides Bastidas: Ubicada en San Pablo, Municipio Arístides Bastidas, Estado Yaracuy.
- Plaza Arístides Bastidas: Ubicada en la Urbanización Arístides Bastidas.
- Centro Cultural Arístides Bastidas: Ubicado en el Sector Centro II, del Municipio Arístides Bastidas, Estado Yaracuy.

## Publicaciones
Produjo más de veinte libros entre los que se incluyen "El anhelo constante" 1982, la "Biografía de Rafael Vegas", "La Ciencia Amena", "Aliados silenciosos del progreso", "El átomo y sus intimidades", "Científicos del mundo", "Ciencia y tecnología, dos bienes sociales" y "La Tierra, morada de la vida y el hombre", "Los Órganos del Cuerpo Humano".

## Pensamientos de Bastidas
- "Si me fuera dar un deseo, expresaría el trabajar hasta el último minuto de mi vida".
- "Nuestra democracia se ha convertido en una manera de disfrutar de muchos derechos y no cumplir con ningún deber".
- "El oficio de nosotros, los periodistas, no es el de oscurecer las aguas para que parezcan profundas, usando un lenguaje ininteligible; es todo lo contrario, llevar claridad a donde existe confusión y llamar las cosas por el nombre con el que la conoce el pueblo".
- "Hay que extinguir esa absurda noción por la cual un bojote de billetes valen más que un hombre".
- "La ciencia y la tecnología tienen la misma procedencia que la poesía y el arte".